# Catops kirbii
Catops kirbii är en skalbaggsart som först beskrevs av Spence 1815.  Catops kirbii ingår i släktet Catops, och familjen mycelbaggar. Arten är reproducerande i Sverige.